# Dodentempel van Merenptah

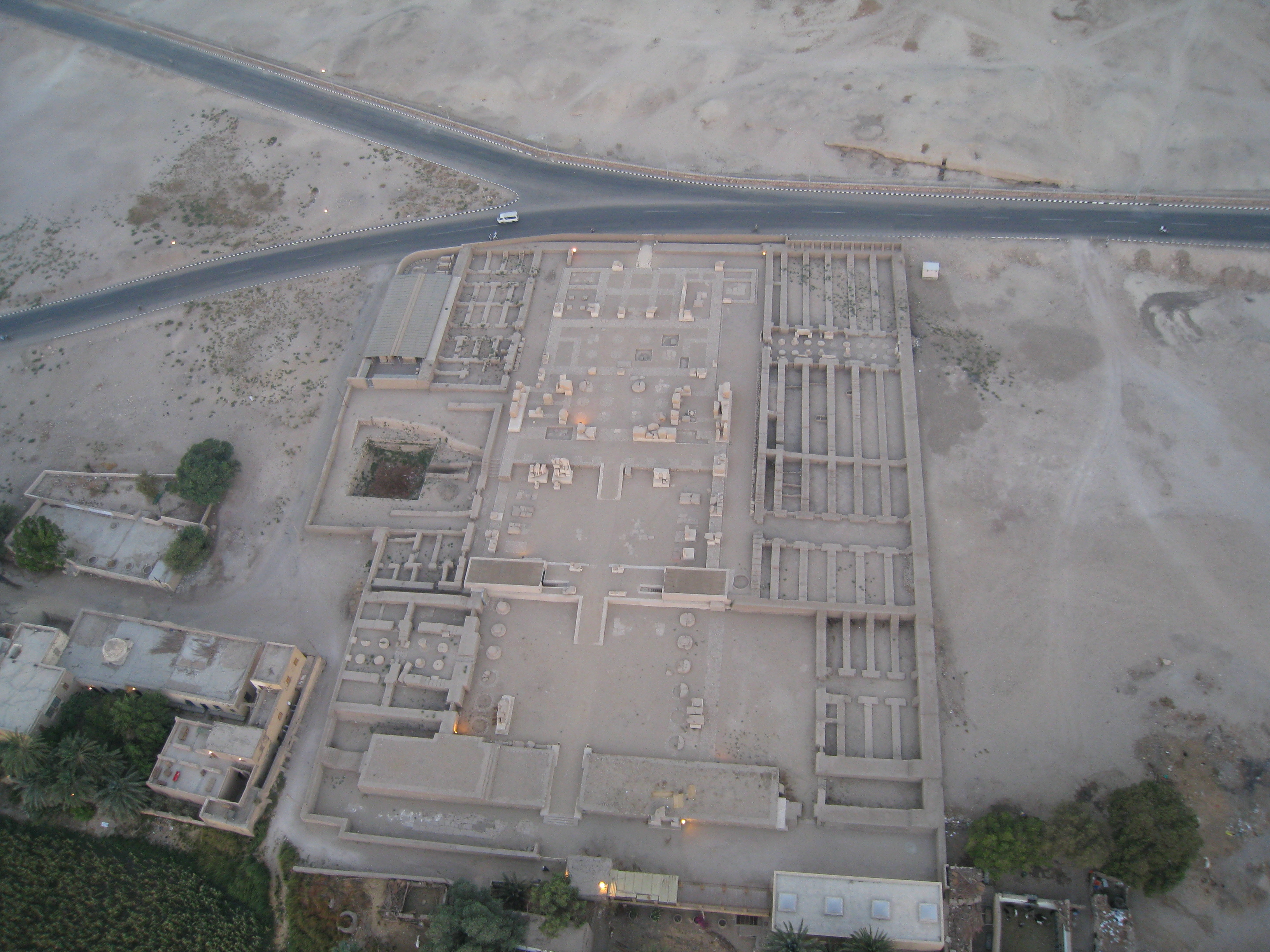
Dodentempel van Merenptah in vogelvlucht

De tempel van Merenptah is een 'huis van miljoen jaren' dat door farao Merenptah werd opgericht op de westbank van Thebe, in het tegenwoordige Qurna.

## Geschiedenis van de tempel
Merenptah had besloten om zijn dodentempel vlak bij die van zijn vader, het Ramesseum te plaatsen. Voor de constructie van zijn tempel gebruikte Merneptah veel materiaal van zijn voorgangers zoals van Hatsjepsoet, Achnaton en Amenhotep III. Van Amenhotep III zijn tempel heeft hij veel versierde blokken en sfinxen gehaald. Merneptah zijn tempel werd al in de oudheid grotendeels verwoest, maar door inspanningen van archeologen is er heel veel gereconstrueerd. Tijdens eerdere opgravingen stootte Petrie op de Stele van Merenptah.

## Architectuur
De tempel is grotendeels hetzelfde van vorm als het Ramesseum alleen op iets kleinere schaal. Er zijn eerst twee hoven, dan twee hypostyle zalen en dan komt men in het allerheiligste waar er een kapel voor de zonnecultus was. Naast de tempel lagen nog een heilig meer, magazijnen en het cultpaleis dat uitgaf op het eerste hof.